# Route nationale 695
Die Route nationale 695, kurz N 695 oder RN 695, war eine französische Nationalstraße, die von 1933 bis 1973 zwischen Le Veurdre und Bourbon-l’Archambault verlief. Ihre Länge betrug 20 Kilometer. Bei der Abstufung wurden wieder die Départementstraßennummern vergeben, die sie vor der Aufstufung zur Nationalstraße trug.